# Pierre-Levée de Loubressac
La Pierre Levée de Loubressac, appelée aussi Pierre Pèse, est un dolmen situé sur le territoire de la commune de Mazerolles, dans le département de la Vienne.

## Protection
L'édifice est classé au titre des monuments historiques par arrêté du 20 novembre 1974.

## Caractéristiques
Le dolmen est désormais ruiné. Il a été endommagé lors de l'élargissement de la route contiguë et par son utilisation comme étable. Dans son état actuel, cinq orthostates en calcaire sont encore dressés sous la partie de la table de couverture demeurée en place. Deux autres piliers en calcaire, un pilier en granite et le reste de la table de couverture sont visibles à côté. À l'origine, la chambre mesurait environ 4 m de long sur 2,5 m de large. Un croquis de Le Touzé de Longuemar de la fin du XIXe siècle témoigne de son ancienne architecture.
Le monument a été fouillé par E. Tartarin à la fin du XIXe siècle. Des vestiges osseux d'origine humaine (adultes et enfants), des tessons d'une poterie grossière et un petit tranchet en silex y ont été retrouvés.
Selon la tradition, le monument aurait été construit par la sainte-Vierge avec huit fuseaux et une pierre plate qu'elle portait sur la tête.